# Hörður Björgvin Magnússon
En aquest nom islandès, el darrer nom és un patronímic, no pas un cognom. La manera de referir-se a aquesta persona és pel nom de pila.
Hörður Björgvin Magnússon (Reykjavík, l'11 de febrer de 1993) és un futbolista islandès que juga com a defensa amb el CSKA de Moscou del campionat rus.